# Todiramphus australasia
Todiramphus australasia, conhecida como martim-caçador-canela ,  é uma espécie de ave da família Alcedinidae.
Pode ser encontrada nos seguintes países: Indonésia e Timor-Leste.
Os seus habitats naturais são: florestas secas tropicais ou subtropicais.
Está ameaçada por perda de habitat.